# Озинки
Ози́нки — посёлок городского типа, административный центр, крупнейший населённый пункт Озинского муниципального образования и Озинского района Саратовской области России.
Также существовала деревня Озинки на реке Малый Иргиз, при впадении в неё реки Красной, затопленная в 1960-х годах при строительстве Саратовского водохранилища.

## География
Посёлок расположен в юго-восточной части района, на берегах реки Большой Чалыклы, в десяти километрах на запад от границы с Республикой Казахстан.
В двух километрах севернее поселка проходит автомобильная дорога федерального значения А-298.
Через поселок проходит участок Саратов I — Урбах —  Ершов — Уральск Рязанско-Уральского железнодорожного хода Саратовского региона Приволжской железной дороги.
Имеется железнодорожный пункт пропуска  (в Казахстан), также обслуживающий железнодорожных пассажиров — граждан всех стран мира .

## История

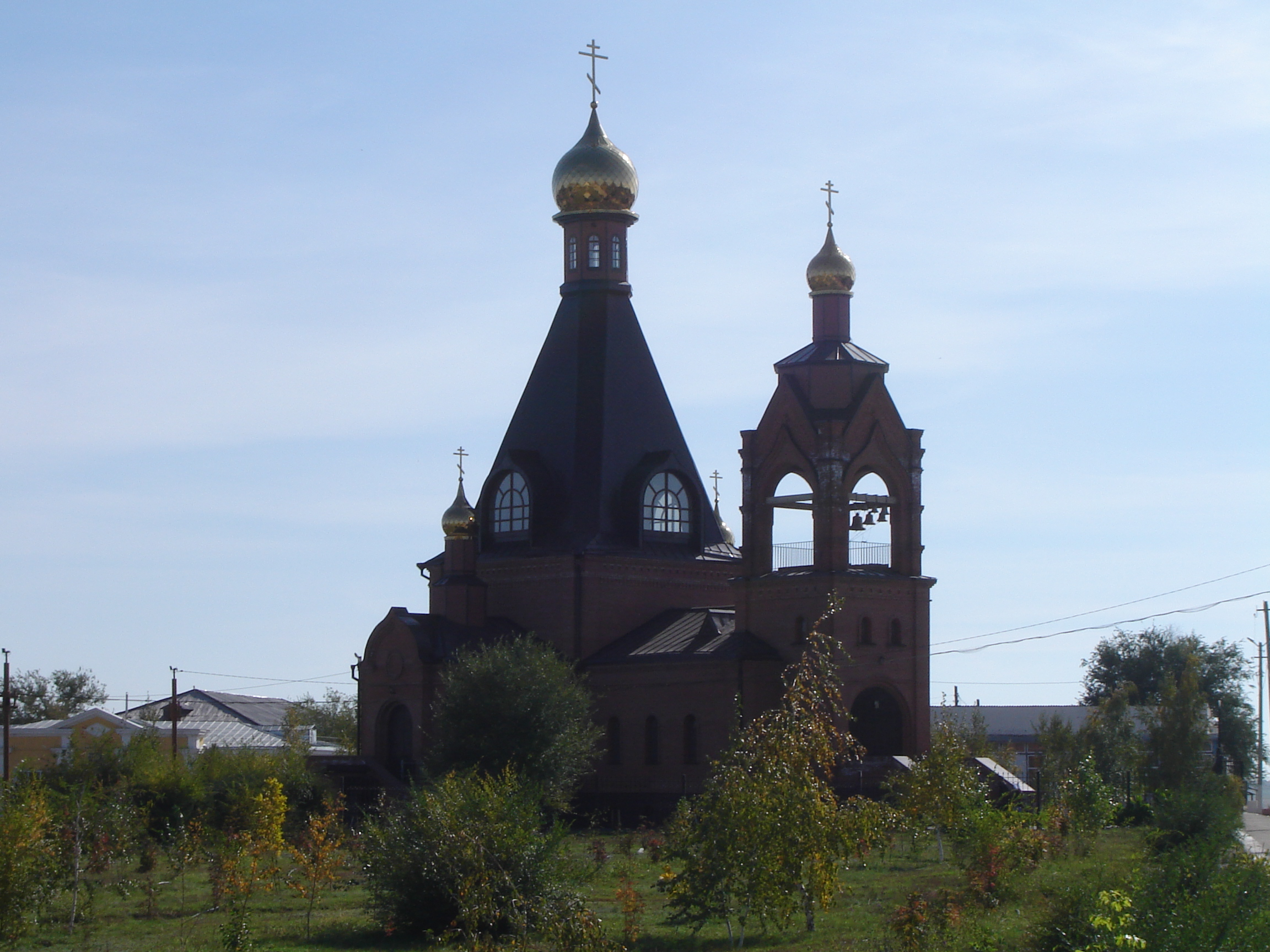
Фёдоровская церковь в посёлке

Момент основания станции Озинки в 1894 году можно считать датой основания посёлка.
Посёлок Озинки возник при железнодорожной станции Озинки. Население сформировалось из села Озинки (теперь Старые Озинки) и ближайших населённых пунктов. Станция представляла собой транспортный и складской узел ближайших посёлков: Известковый завод, Сланцевый рудник и других производств и сельскохозяйственных предприятий. Вокруг Известкового завода железная дорога делает петлю.
В 1928 году станция Озинки становится центром Озинского района в составе Пугачёвского округа Нижне-Волжского края (с 1936 года — в Саратовской области).
В 1929 году запустили кирпично-известковый завод. В 1930 году известковый завод. В 1932 году запустили Озинковскую МТС. В 1938 году построили элеватор, депо, районную типографию, пекарню.
Основная часть населения проживала в мазанках с плоской крышей из саманного кирпича с маленькими оконцами.
Статус посёлка городского типа с 1940 года.
Осенью 1941 года жители села немецкой национальности были выселены в процессе  депортация немцев Поволжья в Казахскую ССР, на Алтай и Сибирь.
В 1954 году началось освоение целины. В Озинском районе распахиваются целинные и залежные земли, создаются новые совхозы. С 1960 года строится птицефабрика, расширяется и модернизируется маслозавод. Возводятся завод железобетонных изделий и завод строительных материалов (КМС).

### Новейшая история
Экономический кризис 90-х годов и перестроение экономики на свободные рыночные отношения нанесли серьёзный ущерб экономике посёлка и района. Многие предприятия закрываются.
В 2010 году закончилось строительство мечети.
20 декабря 2015 года завершилось строительство Фёдоровской церкви.

## Климат
Климат посёлка резко континентальный, засушливый, с морозной малоснежной зимой и жарким летом. 
| Показатель                      | Янв.  | Фев.  | Март | Апр. | Май  | Июнь | Июль | Авг. | Сен. | Окт. | Нояб. | Дек.  | Год  |
| ------------------------------- | ----- | ----- | ---- | ---- | ---- | ---- | ---- | ---- | ---- | ---- | ----- | ----- | ---- |
| Средний суточный максимум, °C   | −8,5  | −8,1  | −1,4 | 13,2 | 22,5 | 26,9 | 28,9 | 27,3 | 20,5 | 10,0 | 0,6   | −5    | 10,6 |
| Средняя температура, °C         | −12,5 | −12,4 | −5,5 | 7,6  | 15,8 | 20,3 | 22,4 | 20,7 | 14,3 | 5,5  | −2,5  | −8,3  | 5,5  |
| Средний суточный минимум, °C    | −16,5 | −16,7 | −9,6 | 2,0  | 9,1  | 13,7 | 16,0 | 14,2 | 8,1  | 1,0  | −5,5  | −11,5 | 0,4  |
| Норма осадков, мм               | 33    | 23    | 22   | 23   | 22   | 40   | 39   | 31   | 29   | 31   | 39    | 35    | 367  |
| Источник: Климат посёлка Озинки |       |       |      |      |      |      |      |      |      |      |       |       |      |

## Население
| 1939  | 1959  | 1970    | 1979    | 1989    | 2002  | 2009    | 2010  | 2011  |
| ----- | ----- | ------- | ------- | ------- | ----- | ------- | ----- | ----- |
| 3823  | ↗8801 | ↗10 606 | ↘10 238 | ↗13 129 | ↘9806 | ↗10 386 | ↘9249 | ↗9250 |
| 2012  | 2013  | 2014    | 2015    | 2016    | 2017  | 2018    | 2019  | 2020  |
| ↘9225 | ↘9136 | ↘9087   | ↘8986   | ↘8876   | ↘8717 | ↘8571   | ↘8360 | ↘8106 |
| 2021  |       |         |         |         |       |         |       |       |
| ↘7690 |       |         |         |         |       |         |       |       |

## Средства массовой информации
В Озинках выходит газета «Заволжская нива», являющаяся официальным органом Озинского муниципального района. У газеты есть свой сайт в сети Интернет http://ozinkiniva.ru «Заволжская нива».

## Культура
Действует местный дом культуры. Работает центральная районная библиотека. Также функционирует Озинский историко-краеведческий музей.

## Транспорт

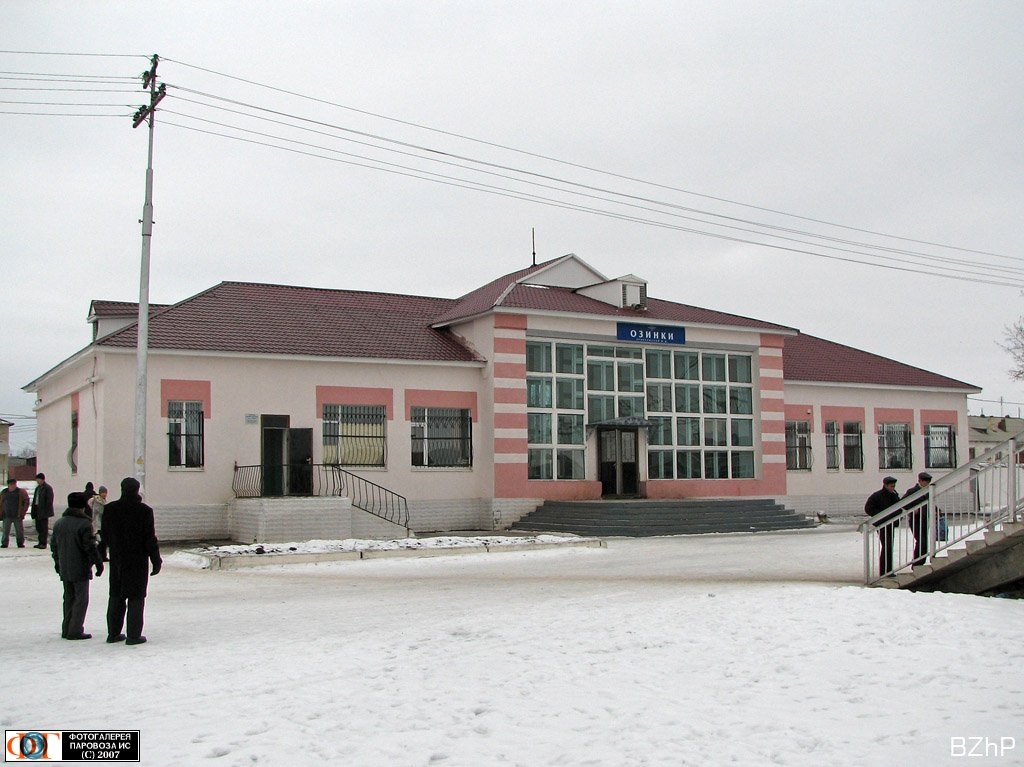
Здание вокзала железнодорожной станции Озинки Приволжской железной дороги

- Станция Озинки Саратовского региона Приволжской железной дороги.
- Транспортная компания «Властелин».

## Экономика

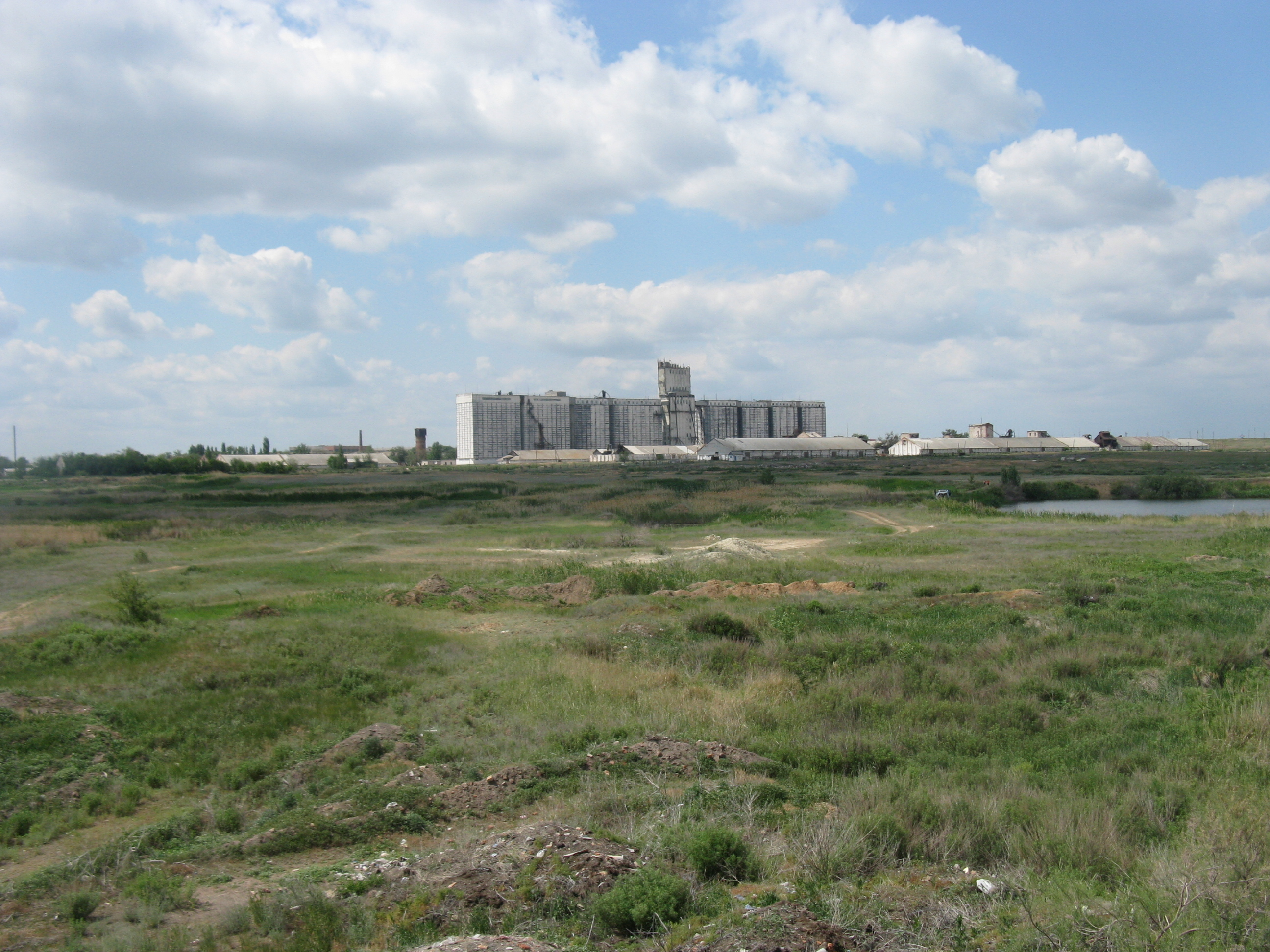
Зерновой элеватор вблизи железнодорожной станции. 2010 г.

В посёлке действуют следующие предприятия:
- гостиница «Березовая роща».

### Промышленность
- ООО «Озинский цемент»,
- ООО «Силикат»,
- ПМК-18,
- СППССК «Мясопродукт».

## Этимология
Название Озинки по одной из версий произошло от слова озень — небольшая река. По другой версии оно имеет уйгурские корни, где озаки означает прошлогодюю стоянку.

## Достопримечательности
В трёх километрах юго-западнее посёлка находится стоянка IV-III тыс. до н.э — памятник археологии федерального значения.